# Lijnbaansgracht 254
Lijnbaansgracht 254 is een gebouw in Amsterdam-Centrum.
Het kantoor/woonhuis is gelegen aan de Lijnbaansgracht in het deel tussen het Kleine-Gartmanplantsoen en de puntkruising van de kade daarvan met de Korte Leidsedwarsstraat. Het gebouw kijkt uit op de achtergevel van het Barlaeus Gymnasium, gevestigd aan de Weteringschans 29/Weteringschans 31. Het gebouw is op 14 juli 1970 (vermoedelijke datum van administratieve invoer) opgenomen in het monumentenregister. De zuidelijke belending Lijnbaansgracht 255 is ook een rijksmonument.
Het monumentenregister heeft in 2017 een sobere omschrijving. Het gaat om een gebouw met een puntgevel. Het jaar van oplevering wordt vermeld in twee gevelstenen "Anno" en "1667" onder de raampartijen van de tweede etage. Daniël Stalpaert, dan stadsarchitect, laat op het ontwerpgedeelte van zijn plattegrond uit 1662 nog geen enkele bebouwing zien. Frederik de Wit tekende in 1688 wel bebouwing op dit stuk Lynbaans Graft, maar de gevelwand is dan nog niet gesloten. Het zou dus een van de gebouwtjes moeten zijn op die plattegrond. De puntvorm van de bebouwing is op beide tekeningen goed te zien.
De indeling is als volgt: een begane grond met dubbele toegangsdeur met bovenlichten onder een uitkragende lijst, een eerste etage met hoge ramen, een tweede etage met kleine ramen, een derde etage bevindt zich al in de puntgevel. Het geheel wordt naar boven toe afgesloten met een luik om bij de hijsbalk te kunnen komen. De puntgevel heeft aan het boveneind twee lijsten (wit en grijs), aan de onderzijde twee krullen. Vanaf de begane grond is het gebouw symmetrisch op de datumstenen en het raam op de derde etage na. Het pand heeft een dak met dakpannen. De begane grond is in 2017 al jaren in gebruik van een restaurant, dat ook in de noordelijke belending haar bedrijfsvoering kent.
Ondanks dat het gebouw onder de zorg van het monumentenregister valt, was het toch in de 21e eeuw mogelijk een markies te plaatsen dwars over de deurlijst heen (zie foto). De situatie is later gecorrigeerd.

## Oude adres

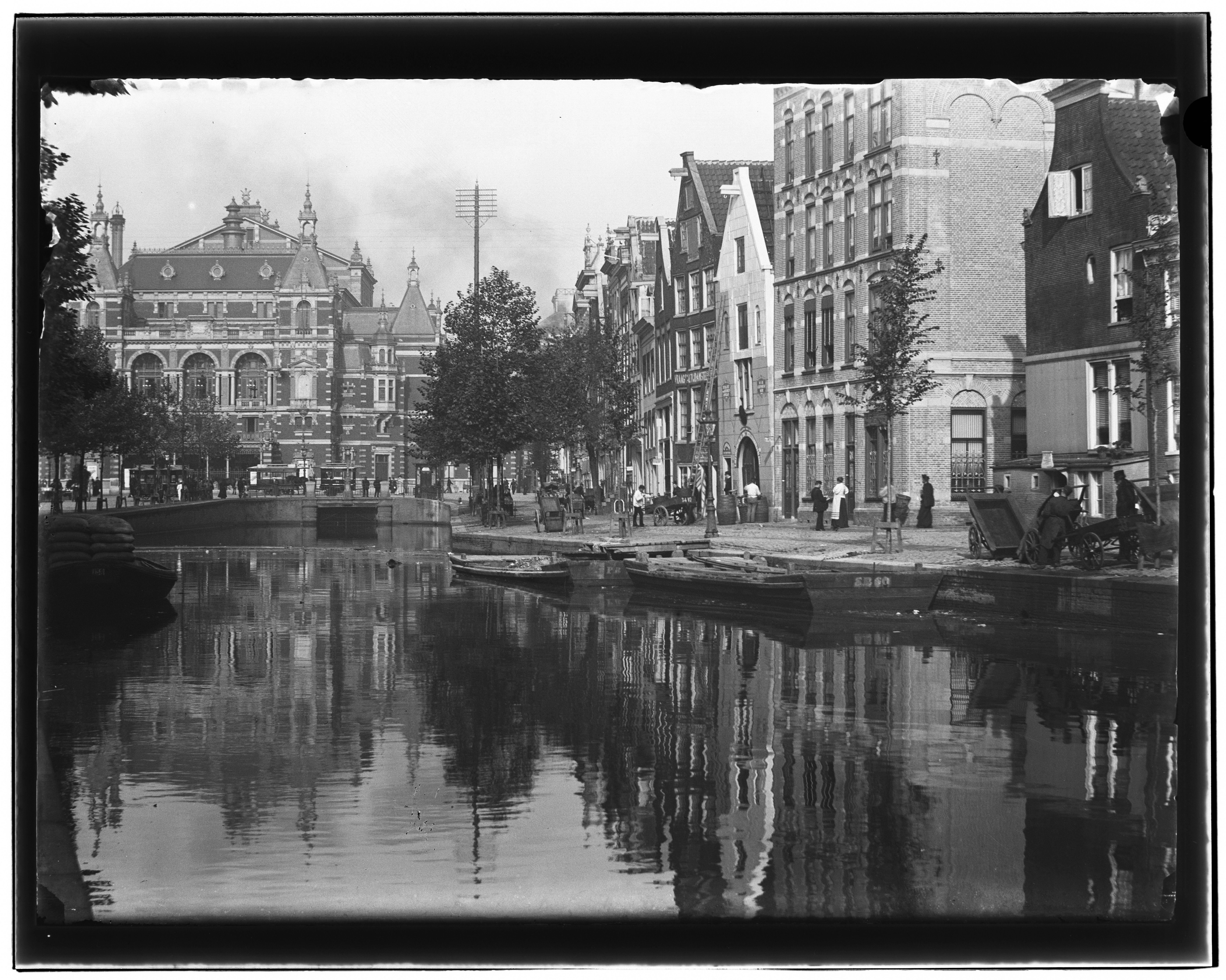
De Lijnbaansgracht door Jacob Olie in 1896; 254 is het gebouw links van het witte gebouw, dat de bouw van het City overleefde, maar midden jaren 50 toch tegen de grond ging

Alhoewel daterend uit 1667 is dit niet het eerste gebouw dat het adres Lijnbaansgracht 254 droeg. Doordat in 1913/1914 een deel van de Lijnbaansgracht gedempt werd, kreeg dat stuk als adres Kleine-Gartmanplantsoen. Het "oude" gebouw Lijnbaansgracht 254 werd toen omgenummerd tot Kleine-Gartmanplantsoen 17 en bestond uit een werkplaats en drie woonhuizen. Dat gebouw werd in 1934 gesloopt om plaats te maken voor het City Theater.